# (27870) Jillwatson
(27870) Jillwatson est un astéroïde de la ceinture principale.

## Description
(27870) Jillwatson est un astéroïde de la ceinture principale. Il fut découvert le 12 novembre 1995 à Haleakala par l'observatoire AMOS. Il présente une orbite caractérisée par un demi-grand axe de 2,38 UA, une excentricité de 0,17 et une inclinaison de 3,2° par rapport à l'écliptique.

## Compléments